# UTC−8
| Hele året | Om vinteren (nordlig halvkugle) |
| Havområde | Om sommeren (nordlig halvkugle) |

UTC−8 er en tidszone som er 8 timer efter standardtiden UTC.

## UTC−8 bruges hele året af
- Dele af Canada:
  - Byen Tungsten i territoriet Northwest Territories (Resten af Northwest Territories har UTC−7 som standardtid og UTC−6 som sommertid)
- Dele af Mexico:
  - Øen Clarión i øgruppen Revillagigedoøerne under delstaten Colima
- Clippertonøen (tilhører Frankrig)
- Øgruppen Pitcairn (tilhører Storbritannien)

## UTC−8 bruges som standardtid (vinter på den nordlige halvkugle) af
- Dele af Canada:
  - Det meste af provinsen British Columbia og territoriet Yukon
- Dele af USA:
  - Delstaterne Californien, Idaho (nordlige del), Nevada (hovedparten), Oregon (hovedparten), Washington
- Dele af Mexico:
  - Delstaten Baja California

Disse områder bruger alle UTC−7 som sommertid.

## UTC−8 bruges som sommertid på den nordlige halvkugle af
- Dele af USA:
  - Delstaten Alaska undtaget den amerikanske del af Aleuterne. Alaska bruger UTC−9 som standardtid.